# Fleurop
Die Fleurop AG ist eine Aktiengesellschaft und ein Dienstleistungsunternehmen zur überörtlichen Vermittlung von Blumen, Blumensträußen und Blumenarrangements. Das System ist der weltweit führende Blumenvermittlungsservice, wobei Aktionäre ausschließlich Partnerfloristen sind, die ein Blumenfachgeschäft führen und den Fleurop-Service anbieten.

## Unternehmensgeschichte
Max Hübner (1866–1946), Inhaber eines Blumenladens in Berlin, gründete am 17. September 1908 die „Blumenspenden-Vermittlungsvereinigung“. Noch im selben Jahr traten 98 Läden dem System bei, 1921 waren es bereits 1.363 Mitglieder. 1910 wurde in den USA die vergleichbare, jedoch konkurrierende „Florists' Transworld Delivery Association“ gegründet. 1927 gründete Hübner die auf dem gesamten europäischen Kontinent operierende „Fleurop-Interflora“. Auch das Konkurrenzsystem in den USA boomte.
Ursprünglich ging die Idee zu einer telegraphischen Übermittlung von Blumengrüßen auf Karl Grobe aus Bochum zurück. Grobe initiierte um 1909 die „Genossenschaft der Kranz- und Blumenspende-Vermittlung“, die sich 1910 mit der BVV in deren Verbandszeitung Deutscher Blumengeschäfts-Inhaber eine öffentliche Debatte um den Ursprung dieser Idee lieferte. Eine vergleichbare Debatte führte Max Hübner wenig später mit Albert Pochelon, Detroit, dem Gründer der „Florists' Transworld Delivery Association“. Die Zusammenarbeit zwischen der amerikanischen und deutschen Blumenspende-Vermittelung zu einer interkontinentalen Organisation wurde durch den Ersten Weltkrieg einstweilen unterbunden.
1931 gründete sich die deutsche Fleurop als Verein mit 3.500 Mitgliedern, 1937 wurde er in eine GmbH umgewandelt. Kurz darauf, 1939, wurden schon Aufträge im Wert von umgerechnet 40 Millionen Euro abgewickelt.
Kurz nach Ende des Zweiten Weltkrieges, 1946, fusionierten „Fleurop Interflora“, „Interflora British Unit“ und die „Florists' Transworld Delivery Association“ zur weltweit operierenden „Interflora Inc.“ Zur Vereinfachung der Verrechnung wurde eine künstliche Währung eingeführt, der sogenannte „Fleurin“ auf Basis des Schweizer Franken. Seit der Euroeinführung wurde diese „künstliche Währung“ jenem angeglichen.
Die deutsche Fleurop schloss sich erst 1949 der Interflora an. Sie agiert inzwischen als Aktiengesellschaft „Fleurop AG“. Sitz der „Fleurop AG“ ist Berlin. Vorstand ist Stefan Gegg. Sitz der „Fleurop Interflora Landesabteilung Österreich GmbH“ ist Wien, Sitz der „Fleurop-Interflora (Schweiz)“ ist Wangen bei Dübendorf.
Die kontinentaleuropäische „Fleurop-Interflora European Business Company AG“ hat ihren Sitz im schweizerischen Zürich.
Mutterkonzern ist die „Interflora, Inc.“ mit Sitz in Downers Grove (USA), bzw. die Dachorganisation „Interflora Holdings Ltd.“. Diese Gesellschaft gehört selbst seit 31. Juli 2006 vollständig zur „Florists' Transworld Delivery, Inc.“, welche wiederum über die Zwischengesellschaft „FTD, Inc.“ vollständig zur „FTD Group, Inc.“ (Sitz sämtlicher Gesellschaften ebenfalls in Downers Grove) gehört.
„Fleurop Interflora“ ist heute in 150 Ländern mit jeweils rechtlich eigenständigen Landesabteilungen vertreten. Weltweit werden von den mehr als 50.000 Fleurop-Partnerfloristen jährlich über 25 Millionen Blumenaufträge ausgeführt. Allein in Deutschland hat der Blumenversender über 7.000 Fleurop-Partner.
Am 29. April 2008 gab das Internetunternehmen United Online bekannt, bis Herbst des Jahres für 800 Millionen US-Dollar die FTD Group vollständig zu übernehmen.
Fleurop engagiert sich in Zusammenarbeit mit der Stiftung myclimate für den Klimaschutz. Durch die Kooperation möchte das Unternehmen die CO2-Emissionen, die durch die Produktion und den Transport von Schnittblumen entstehen, mit der Beteiligung an Klimaprojekten an anderer Stelle reduzieren.

## Das System
Die Blumen und Sträuße werden nicht physisch versandt, sondern lediglich Aufträge in einem Netzwerk von Floristen ausgetauscht. Erst in einem an das System angeschlossenen Blumengeschäft am Ort des Empfängers werden die gewünschten Aufträge frisch zusammengestellt und ausgeliefert. Das Fleurop-System stützt sich ausschließlich auf von Fleurop geprüfte Blumenfachgeschäfte. Fleurop organisiert die finanzielle Abwicklung zwischen den beteiligten Betrieben. Bestellt werden kann persönlich in einem angeschlossenen Geschäft, telefonisch, per Fax und über Internet.

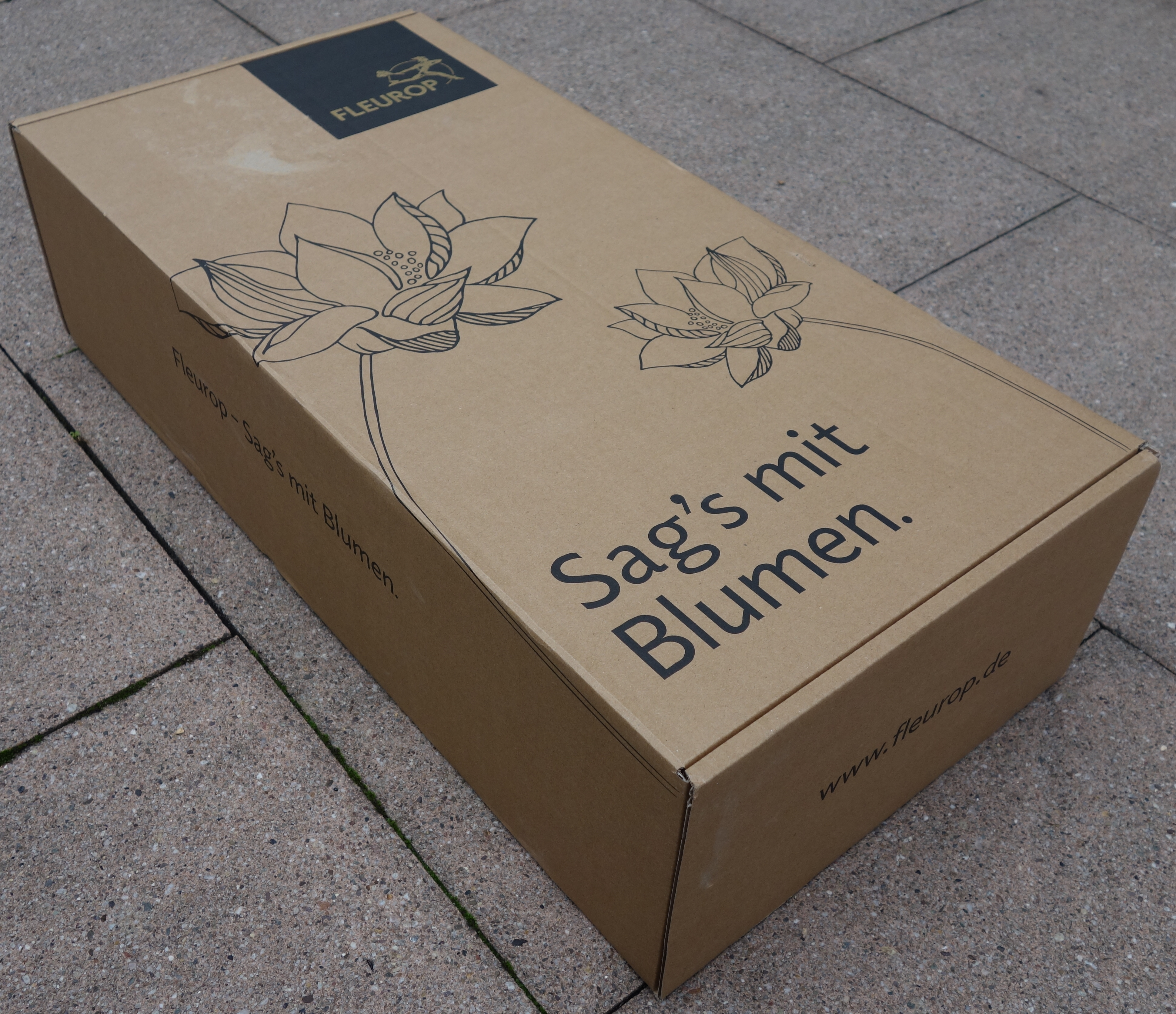
Fleurop-Blumenkarton.

 Bis 2015 wurden Fleurop-Blumensendungen ausschließlich persönlich per Boten von Blumengeschäften ausgeliefert. Dies gilt weiterhin für einen Großteil des Sortiments. Seitdem hat das Unternehmen für einen Teil seines Sortiments auch einen Blumenversand im Karton per DHL eingeführt.

## Bewertungen
In einem Test der Zeitschrift Computer Bild (Ausgabe 3/2007) erhielt Fleurop als einziger von zehn geprüften Blumenversendern die Note „gut“ (2,38). Wie bei fast allen Blumenversendern auch wurde jedoch die Qualität der gelieferten Blumensträuße bemängelt. Die gelieferten Blumen waren teilweise beschädigt und hielten nur vier bis sechs Tage.
Ein Test von Rosensträußen durch die Stiftung Warentest, veröffentlicht im Februar 2007, kürte Fleurop als einzigen Anbieter mit der Note sehr gut (Haltbarkeit: gut, Note 2,4; Aussehen beim Kauf: sehr gut, Note 1,4), stellte jedoch (wie allerdings bei allen Anbietern) Rückstände von Pflanzenschutzmitteln fest.
Fleurop startete im August 2007 eine 7-Tage-„100% Frische“-Garantie, bewertet dabei empfindliches Pflanzenmaterial wie Mohn und Rittersporn als naturgemäß weniger haltbar.
In einer Verbraucherstudie über die Qualität von Angebot und Service sowie Preisen von Blumenversendern im März 2016, die von der Deutschen Gesellschaft für Verbraucherstudien (DtGV) in Kooperation mit dem Fernsehsender N24 durchgeführt wurde, erreichte Fleurop im Gesamtranking den dritten Platz. In der Teilkategorie Blumenqualität erreichte Fleurop den ersten Platz.

## Wettbewerber
Wegen der attraktiven Gewinnmargen, vor allem im Vergleich zum stationären Blumenhandel, ist der Stammmarkt von Fleurop seit einiger Zeit unter massivem Druck. Zum einen gibt es das Unternehmen EuroFlorist, welches ebenfalls einen Blumenversand weltweit über ein Floristennetzwerk anbietet, zum anderen treten Versandhändler, überregional tätige Blumenhändler und Discounter mit ihrem Logistik-Know-how neu in den Markt ein. Diese Konkurrenten, wie z. B. Valentins oder Blume 2000, betreiben von einem zentralen oder mehreren dezentralen Versandlagern aus über eigene oder zugekaufte Logistik-Dienstleister ein kostengünstiges Vertriebsnetz. Anders als bei Fleurop ist deren Auslieferung nicht wegen der mangelnden Dichte der angeschlossenen Blumenhändler eingeschränkt, sondern sie können überall, wo Logistikfirmen im Einsatz sind, Blumen liefern.